# Vieille-Brioude

Vieille-Brioude este o comună în departamentul Haute-Loire, Franța. În 2009 avea o populație de 1,208 de locuitori.